# یاکون ساکورازوکا
یاکون ساکورازوکا Yakkun Sakurazuka (桜塚 やっくん Sakurazuka Yakkun) (۱۹۷۶-۲۰۱۳) نام هنرمند، صداپیشه، کمدین و خواننده ژاپنی است. او در استان کاناگاوا به دنیا آمد و در سال ۲۰۱۳ در تصادفی در مینه، یاماگوچی کشته شد.